# 太陽の法
『太陽の法』（たいようのほう、The Laws of the Sun）は、
- 幸福の科学グループ創始者兼総裁、大川隆法が著した書籍[1]。幸福の科学では最重要の代表的経典として扱われる。1987年5月初版。
  - 上記書籍を元にして作成された漫画。
    - 上記書籍を元にして作成された絵本。

  - 上記書籍を元にして、シナリオプロジェクトにより新たなストーリーで製作されたアニメ映画。本項#映画で詳述。

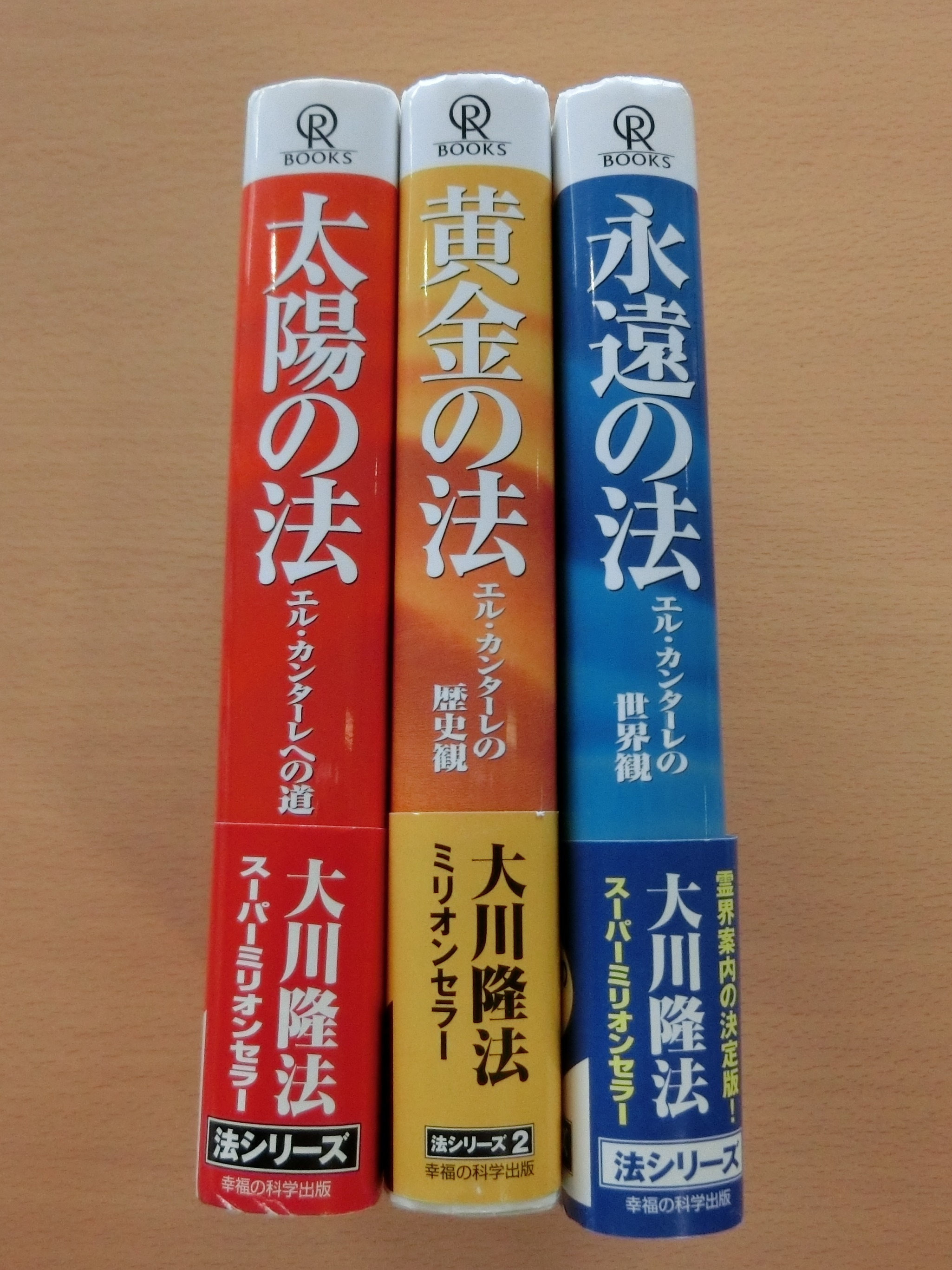
救世の基本三法
『太陽の法』『黄金の法』『永遠の法』

## 概要
『太陽の法』とは、幸福の科学グループ創始者兼総裁・大川隆法の著作で、幸福の科学の代表的経典。1986年8月末に開始した草稿から、9月8日までの12日間で書いたとされる。幸福の科学によれば「救世の法三部作」として、『太陽の法』『黄金の法』『永遠の法』の3冊は法シリーズの中でも中心的位置をしめ、基本三法と呼ばれており、『太陽の法』はさらにその中でも最重要の経典としている。
教団「幸福の科学」の基本教義が記述された書で、「1千億年前からの宇宙創造（創世記1）」「多次元宇宙の構造論（世界観）」「人類誕生の秘密（創世記2）」「人類4億年の歴史と、過去100万年の文明の流転」「人間の生命体の真実、永遠の生命」そして、「愛の大河の中で」「心の諸相と悟りへの道」などが語られている。
教団設立以前の時代に書き下ろされていた。トーハン調べの年間ベストセラーでは1994年、1995年、2000年にランキング上位に登場している。
1990年の英語版を皮切りに多数の言語の翻訳版が出版されており（下記#外国語翻訳版を参照）、世界180か国で流通している。
この書をもとに、漫画版の『マンガ・太陽の法』が作成され（1995年）、月刊誌『ザ・リバティ』に創刊号から1999年7月号まで連載された。
2000年10月には、幸福の科学出版の3作目の劇場用作品として映画化された。アニメ映画化としては、「ヘルメス － 愛は風の如く」に続く2作目であり、「太陽の法シナリオプロジェクト」により新たなストーリーで製作された。

## 書籍 教典

### 書籍情報
- 単行本並製本
  - 『太陽の法』副題：新時代を照らす釈迦の啓示、土屋書店、初版1987年6月、第2版1987年7月、ISBN 4-8069-0409-0, 978-4-8069-0409-0
- 文庫版
  - 『太陽の法』副題：新時代を照らす釈迦の啓示、角川文庫、初版1990年8月10日、ISBN 4-04-178001-2、
- 改訂版上製本（ハードカバー）
  - 『新・太陽の法』副題：エル・カンターレへの道、幸福の科学出版、1994年6月25日、ISBN 4-87688-206-1
  - 『太陽の法』副題：エル・カンターレへの道、幸福の科学出版、改版：1997年7月7日、ISBN 4-87688-321-1（『新・太陽の法』を改題）ISBN 978-4-87688-321-9
  - 『太陽の法』副題：エル・カンターレへの道、幸福の科学出版、改訂：2011年1月17日、ISBN 4-87688-321-1, 978-4-87688-321-9

### 外国語翻訳版
- 英語訳
  - The Laws of the Sun 幸福の科学出版 ハードカバー版 初版1990年7月7日、ISBN 4-87688-005-0, 978-4-87688-005-8
  - The Laws of the Sun 幸福の科学出版 ペーパーバック版 初版1991年1月1日、ISBN 4-87688-125-1, 978-4-87688-125-3

the revelation of Buddha that enlightens the new age
Copyright：Ryūhō Ōkawa - 325 ページ
- The Laws of the Sun  USA版

subtitle：The Spiritual Laws & History Governing Past,Present & Future
Copyright：Ryūhō Ōkawa - 150 ページ
(ELEMENT Books Limited 刊）初版1996年発行、ISBN 1-85230-807-9, 978-1-85230-807-0
- The Laws of the Sun　　英国版

subtitle：The Spiritual Laws & History Governing Past,Present & Future
Copyright：Ryuho Okawa - 188 ページ
(Lantern Books 刊）初版2001年発行、ISBN 1-930051-62-X
- The Laws of the Sun

(LANTERN BOOKS 刊）LANTERN BOOKS、改定版2005年5月1日発行、ISBN 978-1-930051-62-1
- The Law of the Sun　　インド版

インド JAICO出版　発刊、2011年1月発行
この他 JAICO出版よりインド語群でヒンディー語版、カンナダ語版、タミル語版、テルグ語版、マラーティー語版、グジャラート語版、ベンガル語版、などがある。
- 英語版『太陽の法』   The Laws of the Sun
  - ハードカバー版、発刊元：IRH Press Co., Ltd.、発刊日：2013年12月20日、ISBN 978-1-93767-304-8
  - ペーパーバック版、発刊元：IRH Press Co., Ltd.、発刊日：2018年10月15日、ISBN 978-1-94212543-3

- ポルトガル語訳
  - AS LEIS DO SOL

O caminho rumo a El Cantare - ENSINAMENTOS DE BUDA
CIRCULO DO LIVRO
EDITORA BEST SELLER 刊 ペーパーバック版 初版1996年7月1日、ISBN 85-7123-511-2
改訂2004年、ISBN 978-85-7123-511-3
  - ポルトガル語版『太陽の法』  AS LEIS DO SOL　　ハードカバー版
    - 発刊元：IRH Press Co., Ltd.、発刊日：2015年8月28日、ISBN 978-8-564658-21-9

- 韓国語訳
  - 태양의 법 The Laws of the Sun 太陽の法

대천륭법
가림출판사 、 図書出版カリム 刊 初版1999年12月10日発行、ISBN 89-7895-075-2, 978-89-7895-075-6
  - 태양의 법 The Laws of the Sun 韓国語版『太陽の法』(改訂版)

発刊元：図書出版カリム、発刊日：2017年9月29日、ISBN 978-89-7895-399-3

- 中国語訳
  - 太陽之法 探索靈魂 體悟愛與眞理、　（台湾版）

商智文化事業股份有限公司 刊 初版1999年12月15日発行、ISBN 957-667-510-3, 978-957-667-510-2
  - 太陽之法 （台湾版） 中国語(繁体字)版『太陽の法』

華滋出版 発行、2010年10月15日 、 ISBN 978-986-6271-25-0
  - 太陽之法　（香港版） 中国語(繁体字)版『太陽の法』

星輝図書 発行、　2006年、　ISBN 978-962-388-314-6
香港巡錫記念バージョンもある。
  - 太阳之法

幸福の科学出版 発刊、2011年発行、中国本土向け簡体字版、ISBN 978-4-86395-097-9
  - 太阳之法    中国語(簡体字)版『太陽の法 〔新装版〕』

幸福の科学出版 発刊、2017年発行、中国本土向け簡体字版、ISBN 978-4-86395-097-9

- ドイツ語訳
  - Das Gesetz der Sonne
Der Aufgang der buddhistischen Sonne in unserer modernen Welt
発行：ENNSTHALER VERLAG 刊 初版2001年12月1日、ISBN 3-85068-582-9, 978-3-85068-582-5
  - ドイツ語版『太陽の法』   Das Gesetz der Sonne: Eine Quelle - Ein Planet - Eine Menschheit ペーパーバック版

-   - 発刊元：IRH Press Co., Ltd.、発刊日：2017年5月26日、ISBN 978-4-863958-98-2

- フランス語版『太陽の法』
  - La loi du soleil : source d'un nouveau départ pour l'humanité 
  - 発刊元：IRH Press Co., Ltd.、発刊日：2017年10月27日、ISBN 978-4-863956-78-0

- タイ語版『太陽の法』[8]
  - 発刊元：HAPPY SCIENCE、発刊日：2013年5月17日、ISBN 978-6-16913-836-5

- ヒンディー語版『太陽の法』
  - 発刊元：インド国 JAICO Publishing、発刊日：2018年1月26日、ISBN 978-93-86348-09-8

- シンハラ語版『太陽の法』
  - 発刊元：IRH Press Co., Ltd.、発刊日：2014年10月24日、ISBN 978-4-86395-510-3

- ロシア語訳
  - Эaкoны Сoлнца
発行：ポプリ popuri 2006年1月1日発行、ISBN 978-985-483-791-8

- モンゴル語版『太陽の法』
  - 発刊元：IRH Press Co., Ltd.、発刊日：2017年5月26日、ISBN 978-9-997391-99-5

- リトアニア語版『太陽の法』
  - 発刊元：IRH Press Co., Ltd.、発刊日：2014年3月28日、ISBN 978-6-09805-080-6

## 漫画 絵本
書籍『太陽の法』をもとに、1995年から漫画版の『マンガ・太陽の法』が作成された。この製作は、「マンガ『太陽の法』シナリオプロジェクト」チームで行われ、その中心人物、松本弘司の脚本と橋本和典の作画で作成された。幸福の科学の最初の対外的書店向け月刊誌『ザ・リバティ』の創刊号1995年5月号から連載され、1999年7月号まで連載された。

### ストーリー
書籍『太陽の法』の章立て、節分けに忠実に、6章のストーリーと各章の節に対応するストーリーとなっている。

### 登場人物
- エル・カンターレ
- アモール
- セラビム
- モーリヤ
- エンリル

### 書誌情報
- 『マンガ太陽の法』全6巻 幸福の科学出版 刊 マンガ版スタッフ 脚本：松本弘司 画：橋本和典
『ザ・リバティ』の創刊号1995年5月号から連載され、1999年7月号まで続いた。
- 第1巻 太陽の昇る時 1996年1月30日 ISBN 4-87688-279-7
- 第2巻 仏法真理は語る 1996年9月15日 ISBN 4-87688-297-5
- 第3巻 愛の大河 1997年7月20日 ISBN 4-87688-323-8
- 第4巻 悟りの極致 1998年6月20日 ISBN 4-87688-331-9
- 第5巻 黄金の時代 1999年7月5日 ISBN 4-87688-336-X
- 第6巻 エル・カンターレへの道 2000年4月30日 ISBN 4-87688-344-0

### 絵本
- 『絵本 新・太陽の法（しん・たいようのほう）』幸福の科学出版 刊 1995年4月29日 ISBN 4-87688-484-6

## 映画
映画『太陽の法 エル・カンターレへの道』は、幸福の科学出版による日本映画・アニメ映画で、「太陽の法シナリオプロジェクト」により新たなストーリーで製作された。2000年10月28日に東映系で公開された。上映時間は104分。副題は「エル・カンターレへの道」。
週間映画興行ランキング2週連続1位（興行通信社調べ）同年10月28日-29日、11月4日-5日。2000年日本週末興行成績1位の映画の一覧を参照。
興行収入15億円以上。
2001年朝日ベストテン映画祭 読者賞 第1位
第25回報知映画賞 読者投票ベスト10 作品賞部門（邦画）第1位
中央青少年団体連絡協議会 推薦

### ストーリー
21世紀初頭の地球周辺には、無数のUFOが来訪していた。神秘の書『太陽の法』を携えた宇宙人を通して、一千億年の歴史における天地創造、エル・カンターレによる人類の創造、文明の建設が語られる。
一千億年前に、根本仏が三次元宇宙の創造を意図し、約四百億年前にビッグバンが起きた。後に、太陽系の金星では、太陽系最初の大霊エル・ミオーレにより種々の金星人が創造され、最終的には星間移動が可能な程度の科学文明を築いて終わった。地球では、エル・カンターレ（エル・ミオーレが移住後に改名）が動植物や仏性（内部神性）を持った人間を創造した。その後、異星からの移住者を受け入れ、約一億五千万年前にはエル・カンターレの本体が地上に降臨して巨大な光文明を築き、地球的仏法真理が確立した。
しかし、約一億二千万年前には、マゼラン星雲（銀河）から来ていた指導者のひとりが天上界に対して反乱を起こし、地獄の帝王ルシファーとなった。以来、地獄へのエネルギー源を断つためにエル・カンターレは分身を降臨させ、地上を光で満たすことを目指す。
約37万年前から出現していたムー大陸では、紀元前25000年頃にはインドネシア付近を中心にオーストラリアの2倍程度の面積となり、紀元前18000年頃からはピラミッド型の建築で太陽の光エネルギーを利用した科学文明が興った。
しかし、後に心の大切さが失われ、人々はさまざまな悩みを持っていた。紀元前15000年前ごろに降臨したラ・ムー大王は、素朴な太陽信仰に代わって心を豊かにしながら社会を発展させるための教えが必要だと考え、新しく本格的な宗教を創始した。
やがて、紀元前13000年ごろにムー文明は海中に沈下し、船で逃れた人々は、ベトナムや日本、中国人の源流となり、一部の人々は、南米アンデスおよび大西洋のアトランティス大陸に逃れ、ムーの科学文明をアトランティス文明に伝えた。
紀元前10000年頃には大導師トスが降臨し、その智慧の光は、エジプト、ギリシア、ローマを経て西洋文明の源となる。紀元前8400年頃にアトランティス帝国は海に沈み、人々は飛行船で世界各地に逃れ、紀元前4500年ごろにはディロス島にオフェアリス、紀元前2300年ごろにはクレタ島にヘルメスが降臨して、古代ギリシアの礎を築いた。
一方、紀元前5000年ごろの古代インカ帝国では、空を飛ぶ宇宙人を神と信じる宇宙人信仰が教えられ、爬虫類型宇宙人レプタリアンによる侵略の危機が迫っていた。降臨したリエント・アール・クラウド王は、異星人には友好的な者もいるが、逆に侵略的な者もいることを教え、心の中の宇宙を探究し、愛の心を持つことで侵略者がつけ込む隙が無くなり、自ら退散することを示す。
紀元前500年ごろには、インド北部に釈迦族の王子としてゴータマ・シッダールタが降誕する。シッダールタは出家後に菩提樹の下で静かに心の内を見つめ、悟りの力によって魔軍を退散させた後、大宇宙と一体になる神秘体験得て、仏陀の悟りを開いた。
仏陀は約45年間にわたってインド中部を中心に法を説いたが、晩年の霊鷲山での説法では、菩提樹下で悟ったときの「真なる悟り」が開示される。山頂には巨大なスクリーンが出現し、天国や地獄の様子が映し出された。さらに、地震が起きて多宝塔が出現し、仏陀はもう一人の仏陀（リエント・アール・クラウド）の隣に並んで座った（二仏並坐）。
仏陀の説法は続き、スクリーンには未来社会の世相が映し出され、約2500年後に仏陀は再誕して東の都で「太陽の法」を説くことを、文殊らに約束する。仏陀は、地球へやってきた他の世界からの菩薩たち（宇宙人）の懇願を受け入れず、地下から出現した金色の菩薩たち（地涌の菩薩）が仏の法を護り弘める予定であることを告げる。

### 登場人物：キャスト
- エル・ミオーレ：子安武人
- エル・カンターレ：子安武人
- ラ・ムー：子安武人
- トス：子安武人
- リエント・アール・クラウド：子安武人
- オフェアリス：子安武人
- ヘルメス：子安武人
- 仏陀 / ゴータマ・シッダールタ：子安武人
- 根本仏：子安武人
- 文殊：伊藤美紀
- ヨーナ（宇宙人・男A）：磯部弘
- エレム（宇宙人・老人B）：柴田秀勝
- ジョエル（宇宙人・男C）：野沢那智
- リーバ（宇宙人・女A）：井上喜久子
- トレア（宇宙人・女B）：中西妙子
- 魂1（ヤナ / セラ / 文殊の徒 侍女1 サリー / 女性1）：大本眞基子
- 魂2（アグン / ウルス / 比丘1 ガンガ / 外国の青年）：奥田武士
- 魂3（ウブ / ロカおばちゃん / 文殊の徒 侍女2 アユン / 女性2）：水原リン
- 魂4（上司 / レダイ / 比丘 / 運転する男）：岸野幸正
- 魂5（孤独な老人 / 老兵士 / 比丘 / 老人）：掛川裕彦
- 魂6（少年 / 少年兵 / 比丘 / 音楽好きな青年）：松尾佳子
- 魂7（母親 / 痩せた女性 / 比丘尼 / 若い母親）：山本真理
- 魂8（成金 / 村人B / 在家有力信者 / 社長）：掛川裕彦
- 魂9（社長 / 村人A / 在家有力信者 / 経営者）：川津泰彦
- シュッドーダナ王：永井一郎
- プラジャーパティー：松尾佳子
- モーリヤ：ひらばやしたけし
- マーラ：銀河万丈
- その他声の出演：黒田玲子、溝上真紀子、風間信彦、吉竹範子、進藤尚美、服巻浩司、渡辺武彦、疋田由香里

### スタッフ
- 制作総指揮：大川隆法
- 原作：大川隆法（『太陽の法』幸福の科学出版）
- プロディース / クリエイティブ・ディレクション：太陽の法・シナリオプロジェクト
- アニメーション・ディレクター：石山貴明
- 音楽：水澤有一
- 設定：今掛勇
- エル・カンターレ 作画：須田正己
- 色彩設計：斉藤裕
- 美術監督：太田大
- 撮影監督：吉田光伸
- 編集：古川雅士 (J.S.E.)
- アニメーション・プロデューサー：川人憲治郎
- SFXクリエイティブ・ディレクター：粟屋友美子
- コンセプト・アート：武田育雄
- キャラクターデザイン / 原画 / 壁画：羽根章悦
- インカ・ムー時代作画監督：清水恵蔵
- インド時代キャラクターデザイン / 原画：宇都木勇、並木あゆみ
- 美術設定：加藤浩
- ミキサー：名倉靖
- サウンド・エフェクト・デザイン：今野康之（スワラ・プロダクション）
- SFXスタッフ：NICE+DAY , SimEx digital studio（米国）
- アニメーション制作：グループ・タック
- 配給：東映
- 制作：幸福の科学出版

## 映画関連品
- 「劇場用アニメーション映画『太陽の法 エルカンターレへの道』完全ガイドブック － 一千億年の旅」

太陽の法シナリオプロジェクト編、 幸福の科学出版 刊、2000年10月発行
ISBN 4-87688-349-1, 978-4-87688-349-3
- シングルCD『太陽の時代』

キャンペーンソング、映画エンディングソング
作詞：松本弘司、作曲・演奏：水澤有一、歌：Children of the Sun
レーベル：幸福の科学出版
コード：C 0061
発売日：2000年5月7日
ISBN：不明、EAN：不明
映画のエンドロールでは、Le Coupleが歌った。
- サウンドトラック版2枚組みCD『太陽の法 エルカンターレへの道』

作詞：太陽の法シナリオ・プロジェクト
作曲・演奏：水澤有一
歌：Children of the Sun
収録曲数：全55曲、2枚組みCD
、収録時間：〔Disc1〕52分43秒、〔Disc2〕41分11秒、合計 93分54秒
レーベル：幸福の科学出版
コード：C 0076
発売日：2000年10月28日
ISBN 不明、JAN 不明

## 映像ソフト
- VHSビデオ『太陽の法 エルカンターレへの道』

レーベル：幸福の科学出版
型番 コード：K 0182
発売日：2001年5月7日
- レンタル用VHSビデオ『太陽の法 エルカンターレへの道』

レーベル：東映ビデオ
型番：VRZF-1020
発売日：2001年4月13日
EAN 4988101088096 JAN 4988101088096
- 通常版DVD『太陽の法 エルカンターレへの道』

レーベル：幸福の科学出版
コード：K 1065
発売日：2008年7月7日発行
字幕：日本語、英語、中国語、韓国語
音声：日本語、英語、ポルトガル語
映像サイズ：ビスタサイズ、NTSC
JAN 不明
ISBN 978-4-86395-080-1
- 通常版改訂DVD『太陽の法 エルカンターレへの道』

レーベル：幸福の科学出版
コード：K 1113
改訂発売日：2011年6月7日発行
字幕：日本語、英語、中国語、韓国語
音声：日本語、英語、ポルトガル語
EAN 4582316050116、JAN 4582316050116
ISBN 978-4-86395-080-1
- レンタル用DVD『太陽の法 エルカンターレへの道』

レーベル：幸福の科学出版
コード：K 1143
発売日：2013年7月??日発行
EAN 4582316050468、JAN 4582316050468
- そのほか Amazon Prime Video などで映像配信あり。

ASIN B07HKX72GQ